# Plamena Mitkowa
Plamena Mitkowa (bulgarisch Пламена Миткова; englisch Plamena Mitkova; * 18. September 2004 in Plowdiw) ist eine bulgarische Leichtathletin, die sich auf den Weitsprung spezialisiert hat.

## Sportliche Laufbahn
Erste internationale Erfahrungen sammelte Plamena Mitkowa im Jahr 2021, als sie bei den U20-Balkan-Hallenmeisterschaften in Sofia mit einer Weite von 6,06 m die Silbermedaille gewann. Im Juni gewann sie bei den U20-Balkan-Meisterschaften in Istanbul mit 6,00 m die Bronzemedaille im Weitsprung und belegte in 12,26 s den achten Platz im 100-Meter-Lauf. Anschließend gelangte sie bei den U20-Europameisterschaften in Tallinn mit 6,36 m auf Rang sechs und daraufhin siegte sie mit 6,29 m bei den U18-Balkan-Meisterschaften in Kraljevo und gewann dort mit 13,19 m auch die Goldmedaille im Dreisprung. Im Jahr darauf sicherte sie sich bei den U20-Balkan-Hallenmeisterschaften in Belgrad mit 6,22 m die Silbermedaille im Weitsprung und im Juni wurde sie bei den Balkan-Meisterschaften in Craiova mit 6,51 m Vierte, ehe sie bei den U20-Balkan-Meisterschaften in Denizli mit 5,86 m den fünften Platz belegte. Daraufhin siegte sie bei den U20-Weltmeisterschaften in Cali mit einem Sprung auf 6,66 m. 2023 verpasste sie bei den Halleneuropameisterschaften in Istanbul mit 6,25 m den Finaleinzug. Im Juni wurde sie bei der 2. Liga der Team-Europameisterschaft im Rahmen der Europaspiele in Chorzów mit 6,42 m Fünfte und im August gewann sie bei den U20-Europameisterschaften in Jerusalem mit 6,54 m die Silbermedaille. Im Jahr darauf gewann sie mit 6,31 m die Bronzemedaille bei den Balkan-Hallenmeisterschaften in Istanbul hinter der Rumänin Florentina Iușco und Iryna Nerubalschtschuk aus der Ukraine. Ende Mai siegte sie mit 6,50 m bei den Balkan-Meisterschaften in Izmir, ehe sie bei den Europameisterschaften in Rom mit 6,80 m auf den siebten Platz gelangte. Im August schied sie bei den Olympischen Sommerspielen in Paris mit 6,45 m in der Qualifikationsrunde aus.
2025 erreichte sie bei den Halleneuropameisterschaften in Apeldoorn das Finale und belegte dort mit 6,63 m den sechsten Platz, ehe sie bei den Halleneuropameisterschaften kurz darauf in Nanjing mit 6,63 m auf den vierten Platz gelangte. Ende Juni wurde sie bei der 2. Liga der Team-Europameisterschaft in Maribor mit 6,43 m Dritte hinter der Serbin Milica Gardašević und Ida Andrea Breigan aus Norwegen. Anschließend belegte sie bei den U23-Europameisterschaften in Bergen mit 6,42 m den siebten Platz.
In den Jahren 2022 und 2024 wurde Mitkowa bulgarische Meisterin im Weitsprung sowie 2020 in der 4-mal-100-Meter-Staffel. Zudem wurde sie von 2022 bis 2025 Hallenmeisterin im Weitsprung und 2022 im Dreisprung. 2025 wurde sie zudem Hallenmeisterin über 60 Meter.

## Persönliche Bestleistungen
- 100 Meter: 11,58 s (−0,4 m/s), 5. Juli 2025 in Plowdiw
  - 60 Meter (Halle): 7,30 s, 29. Januar 2025 in Plowdiw
- Weitsprung: 6,97 m (+0,6 m/s), 30. Juni 2024 in Weliko Tarnowo
- Dreisprung: 13,30 m, 27. Februar 2022 in Sofia